# Vildriket

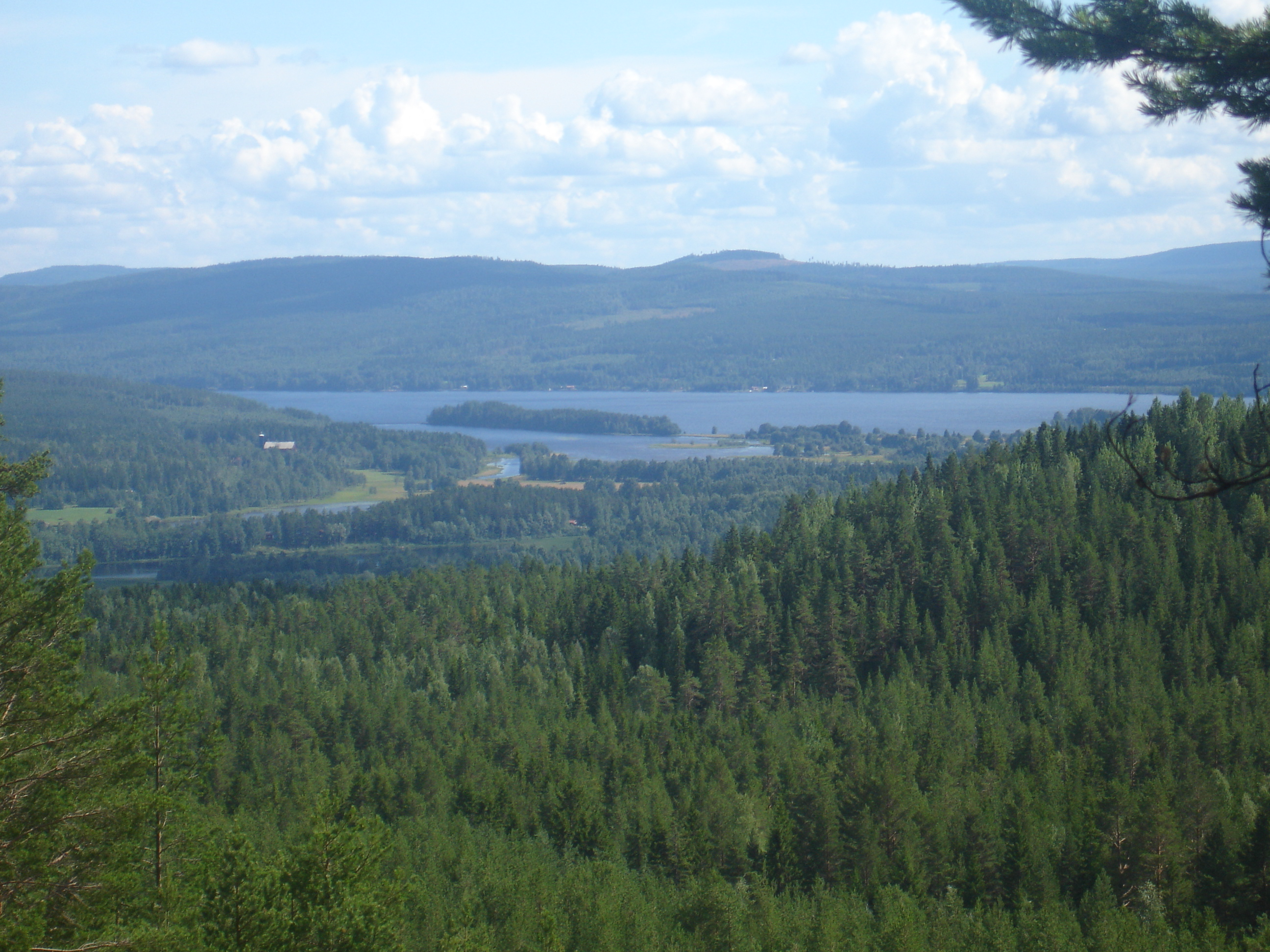
Utsikt från Vildriket

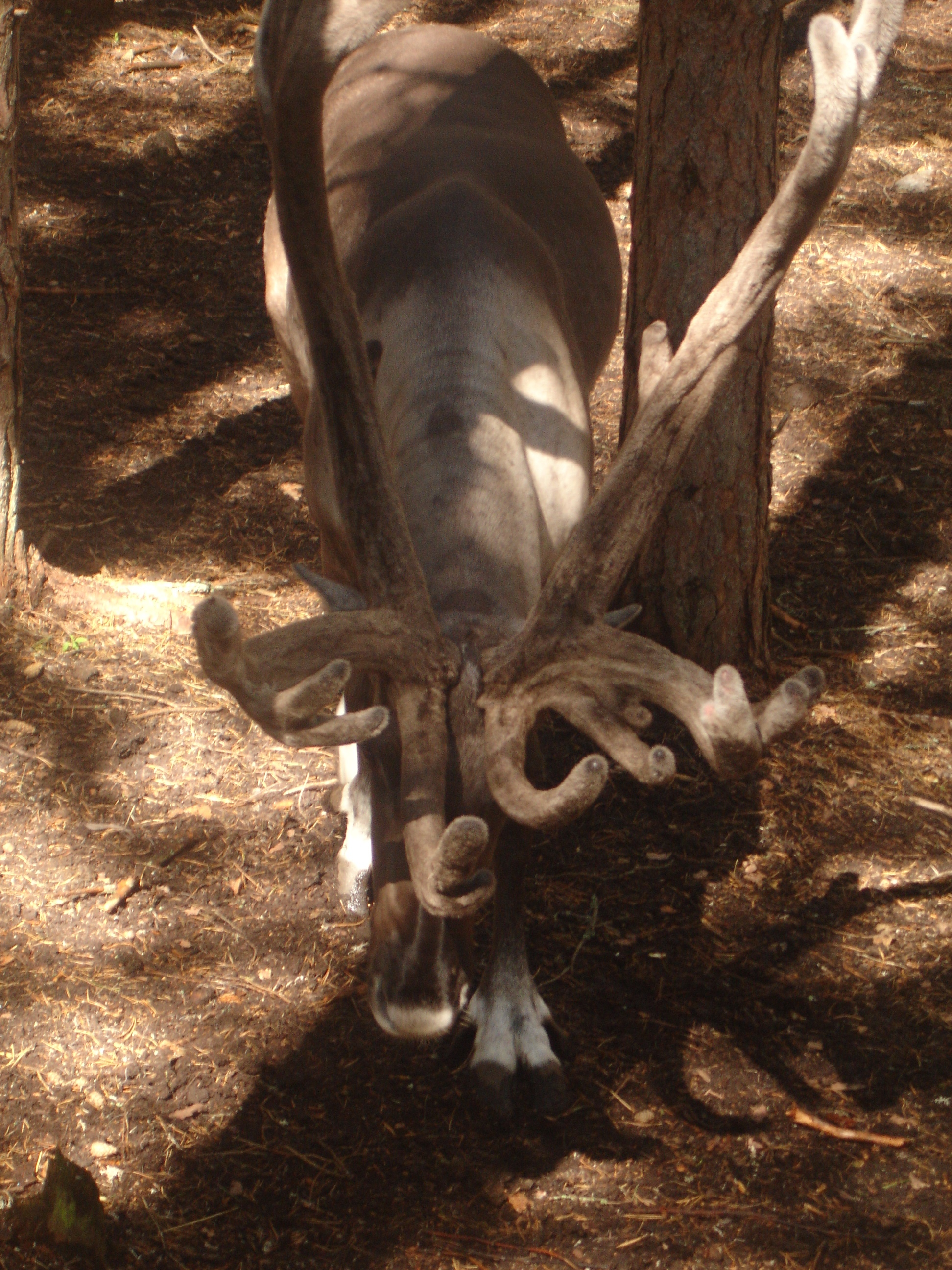
En ren som snart ska bli matad.

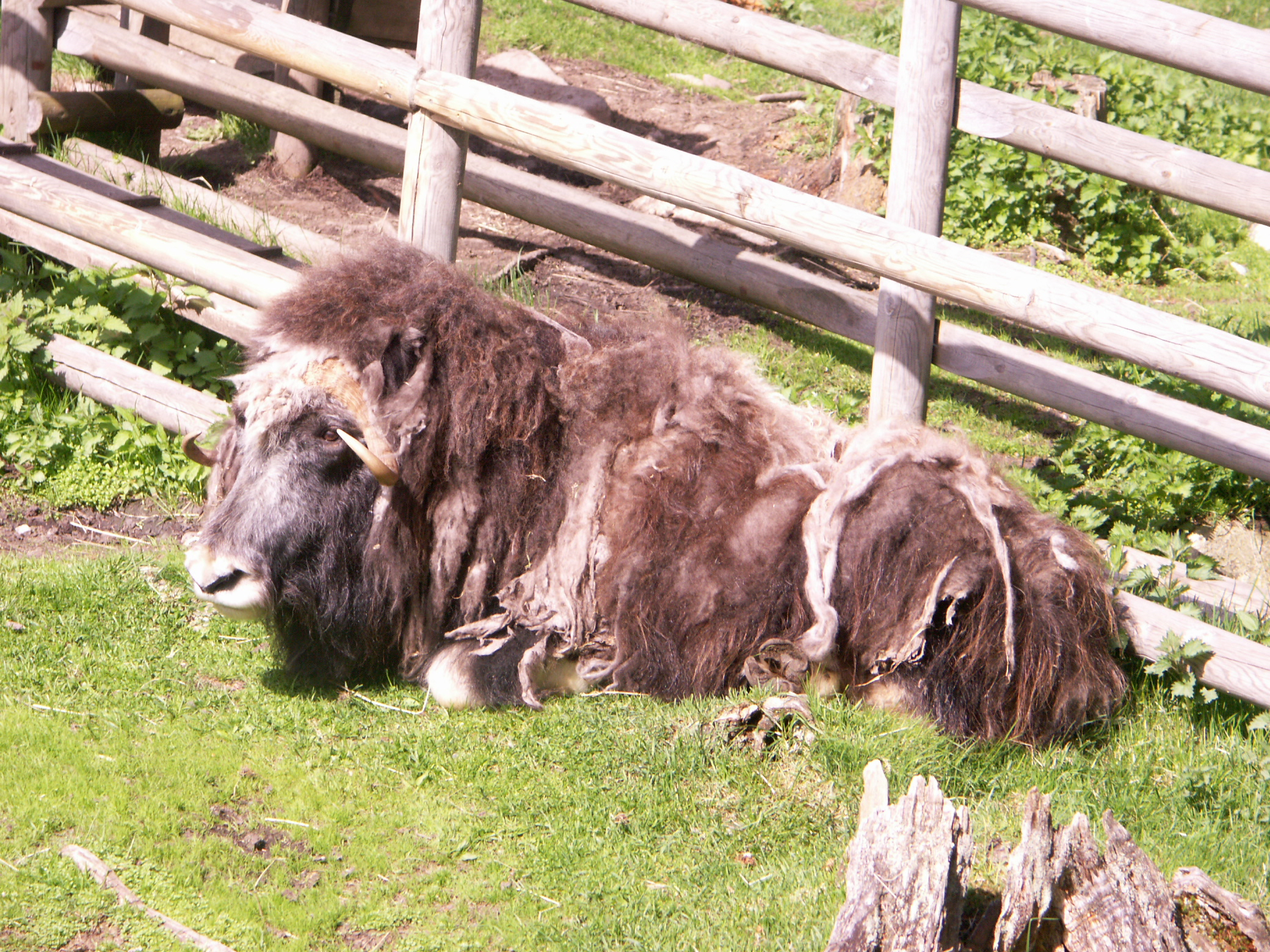
En myskoxe fäller sin ull.

Vildriket, fd Järvzoo, är en djurpark i Järvsö som ligger intill skidanläggningen Järvsöbacken. Parken håller enbart nordiska djur, bland annat några av de stora rovdjuren som varg, lo, och järv.

### Rovdjursutställning
I entréhuset finns en utställning som berättar om varg, järv, lodjur, björn och människa – deras liv, beteenden och viktiga roll i den nordiska naturen.

### Djurparken
Genom hela parken går en cirka tre kilometer lång trätrottoar som gör det möjligt att ta sig runt på ett tillgängligt sätt. Längs vägen finns sittplatser, utsiktsplatser, kiosker och andra faciliteter. Djuren lever i stora hägn som är utformade för att efterlikna deras naturliga livsmiljöer så mycket som möjligt.

### Vildrikets bevarandearbete
Vildrikets verksamhet syftar till att bevara hotade arter och att främja den biologiska mångfalden i Norden. Arbetet sker på flera sätt: genom att upprätthålla friska och livskraftiga djurpopulationer som kan sättas ut i återställda livsmiljöer eller när hoten mot arten har minskat, genom deltagande i bevarandeprojekt i det vilda och genom restaurering och skydd av livsmiljöer. Djurparken bidrar även med expertis och finansiering till naturvårdsinsatser.
Vildriket är medlem i Svenska Djurparksföreningen (SDF) och i den europeiska djurparksorganisationen European Association of Zoos and Aquaria (EAZA) och har deltagit i flera nationella och internationella bevarandeprojekt för arter som brunbjörn, lodjur, varg, fjälluggla, myskoxe, järv och skogsvildren. När det gäller skogsvildren (Rangifer tarandus fennicus) har Vildriket bidragit med avelsdjur till Ähtäri djurpark i Finland, som i sin tur deltagit i återutsättningar av arten i den finska naturen.
Cirka 80 % av djurarterna i Vildriket är klassade som hotade. Utöver de arter som finns fysiskt i parken deltar Vildriket även i bevarandeinsatser och påverkansarbete för andra arter, till exempel fladdermöss, kräldjur, mindre gnagare, mårddjur samt olika fågel- och insektsarter. Arbetet omfattar även frågor som rör skogsbruk, livsmiljöer i och nära vatten samt natur i anslutning till bebyggelse.

### Djur i Vildriket

#### Fåglar
- Fjälluggla
- Kattuggla
- Lappuggla
- Slaguggla
- Hökuggla
- Kungsörn
- Berguv
- Vitryggig hackspett

#### Mårddjur
- Järv

#### Hjortdjur
- Älg
- Skogsvildren
- Tamren

#### Hunddjur
- Varg
- Fjällräv

#### Slidhornsdjur
- Myskoxe
- Jämtget

#### Kattdjur
- Lodjur

#### Igelkottar
- Igelkott

#### Insekter
- Myror